# De 20 mest önskade
De 20 mest önskade är en serie LP-skivor och kassetter från svenska EMI med svenska folkets mest önskade artister och sånger. Skivserien gavs ut mellan åren 1978-1984 och innehöll, bland andra, dessa skivor:
- De 20 mest önskade med: Povel Ramel
- De 20 mest önskade med: Johnny Öst
- De 20 mest önskade med: Zarah Leander
- De 20 mest önskade med: Per Grundén
- De 20 mest önskade med: Karin Juel
- De 20 mest önskade med: Staffan Percy
- De 20 mest önskade med: Trio me' Bumba
- De 20 mest önskade med: Magdeburgarna
- De 20 mest önskade med: Thore Skogman
- De 20 mest önskade med: Jussi Björling
- De 20 mest önskade med: Lasse Dahlquist
- De 20 mest önskade med: Anna Öst
- De 20 mest önskade med: Edvard Persson
- De 20 mest önskade med: Sigge Fürst
- De 20 mest önskade med: Anita Lindblom
- De 20 mest önskade med: Gunnar Wiklund
- De 20 mest önskade med: Carl Anton
- De 20 mest önskade med: Ulla Billqvist
- De 20 mest önskade med: Snoddas
- De 20 mest önskade med: Ernst Rolf
- De 20 mest önskade med: Evert Taube
- De 20 mest önskade med: Merit Hemmingson
- De 20 mest önskade med: Harry Brandelius
- De 20 mest önskade med: Robert Broberg
- De 20 mest önskade barnvisorna
- De 20 mest önskade julsångerna
- De 20 mest önskade gammeldans favoriterna
- De 20 mest önskade dansmelodierna
- De 20 mest önskade dansmelodierna 2
- De 20 mest önskade visorna